# Ямашев, Хусаин Мингазетдинович

Могила Ямашева на татарском кладбище Казани.

Хусаин Мингазетдинович Ямашев (тат. Xösäyen Minhacetdin ulı Yamaşev, Хөсәен Минһаҗетдин улы Ямашев, 18 (6) января 1882 — 26 (13) марта 1912) — российский революционер, первый татарский большевик, публицист.

## Биография
Родился в семье торговца. В 1902 году окончил Казанскую татарскую учительскую школу. В январе 1903 года вступил в РСДРП(б) и начал руководить татарской группой Казанского комитета партии. Автор прокламаций на татарском языке, организатор социал-демократических кружков на Алафузовском заводе и в Казанской татарской учительской школе (1904). В 1905 году возглавил татарскую группу при Казанском комитете РСДРП. С конца декабря 1905 на нелегальном положении. Во время революции 1905—1907 годов готовит вооружённое восстание Казани. В ноябре 1906 переехал в Оренбург, где стал организатором первой легальной татарской социал-демократической газеты «Урал» в Оренбурге. В мае того же года газета была запрещена, и Хусаин Ямашев был вынужден вернуться в Казань. Переводит на татарский язык и сам пишет революционную литературу. После закрытия газеты (27 апреля 1907) попал под следствие. В конце лета 1907 он сотрудничает с либеральной газетой «Казан-Мухбире» («Казанский вестник»), налаживает контакты с передовой татарской интеллигенцией. В августе 1911 года поступил на юридический факультет Казанского университета и в этот период руководил кружком татарской молодежи.
Умер утром 12 марта 1912 года в книжном магазине издательства «Гасыр» в Старотатарской слободе Казани от кровоизлияния в мозг.
Похоронен на татарском кладбище Казани.

## Семья

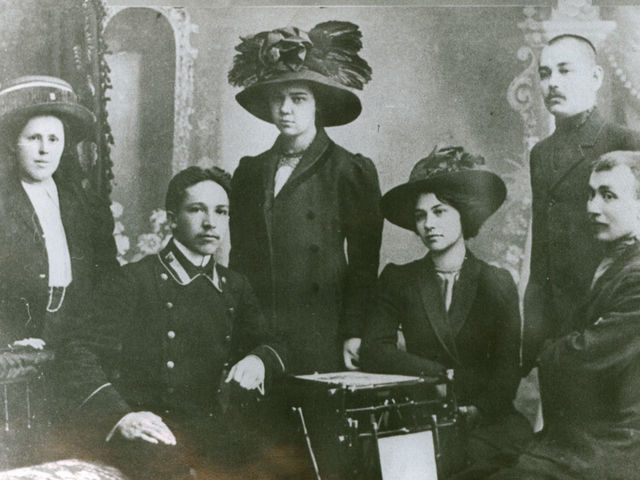
Хадича (стоит слева) и Хусаин Ямашевы (стоит справа)

- Жена (с 1902) — Хадича Зарифовна Ямашева-Таначева[тат.], урождённая Бадамшина (1883, Чистополь — 29 сентября 1950, Стерлитамак), племянница Гарифа Бадамшина, зубной врач, была соредактором газеты «Урал», через год после смерти Ямашева (1913) вышла замуж за политического деятеля, адвоката Валидхана Таначева. Весной 1917 года стала первой женщиной, избранной гласной Казанской городской Думы, в советское время дважды репрессирована вместе со вторым мужем, умерла в ссылке[2][3].

## Память
В честь Х. Ямашева названы:
улица в г. Белебей (Республика Башкортостан)
- Проспект Ямашева — крупнейший проспект г. Казани.
- Бульвар Ямашева — бульвар в городе Набережные Челны.
- улица Ямашева в городе Бугульма.

В 1971 г. учреждена премия имени Х. Ямашева для журналистов.